# Natalia Malek
Natalia Malek (ur. 1988) – polska poetka, kuratorka wydarzeń literackich i tłumaczka. Laureatka Nagrody Literackiej Gdynia 2021 w kategorii: poezja.

## Życiorys
Absolwentka III Liceum Ogólnokształcącego w Gdyni. Ukończyła filologię angielską (specjalność: literatura amerykańska) na Uniwersytecie Warszawskim. Studiowała również na UCLM w Hiszpanii oraz w Ośrodku Studiów Amerykańskich Uniwersytetu Warszawskiego.  
Publikowała m.in. w „Dwutygodniku”, „Gazecie Wyborczej”, „Polityce” „Lampie”, „Odrze”, „Opcjach”, „Piśmie”, „Res Publice Nowej” (m.in. tłumaczenie wierszy Sandry Cisneros), „Ricie Baum”, „Śląskich Studiach Polonistycznych”, magazynie „Wizje” i „Toposie”.  
Dwukrotnie nominowana do Nagrody Głównej Ogólnopolskiego Konkursu Poetyckiego im. Jacka Bierezina (2008, 2009). Nominowana do Nagrody Literackiej Gdynia 2015 za tom Szaber. Nominowana do Nagrody Poetyckiej im. Wisławy Szymborskiej 2018 oraz do Nagrody Literackiej Gdynia 2018 za tom Kord.   
Laureatka Nagrody im. Adama Włodka za rok 2017. W 2021 otrzymała Nagrodę Literacką Gdynia oraz była nominowana do Wrocławskiej Nagrody Poetyckiej Silesius za tom Karapaks. W 2023 nominowana do Nagrody Literackiej Nike oraz do Wrocławskiej Nagrody Poetyckiej Silesius za tom Obręcze.  
Tłumaczka wierszy Louise Glück, Tyrronne'a Williamsa oraz Sandry Cisneros.  
Kuratorka międzynarodowego festiwalu poezji performatywnej Spoke'n'Word Festival. W Muzeum Literatury im. Adama Mickiewicza w Warszawie prowadzi cykl spotkań „Premiera poetycka”. W ramach tego cyklu przeprowadziła rozmowy m.in. z Andrzejem Sosnowskim, Jerzym Jarniewiczem, Darkiem Foksem, Justyną Bargielską czy też Agnieszką Wolny-Hamkało.   
Tłumaczona na angielski, czeski, francuski, niemiecki, islandzki, koreański, niderlandzki, rosyjski, słowacki, słoweński, ukraiński.   
Była stypendystką–rezydentką m.in. Fundacji Genshagen w Berlinie oraz Wyszehradzkich Rezydencji Literackich w Willi Decjusza w Krakowie. Mieszka w Warszawie.   

## Poezja
- Pracowite popołudnia (Staromiejski Dom Kultury, Warszawa 2010)
- Szaber (Staromiejski Dom Kultury, Warszawa 2014)
- Kord (WBPiCAK, Poznań 2017)
- Karapaks (WBPiCAK, Poznań 2020)
- Obręcze (WBPiCAK, Poznań 2022)

antologie:
- Solistki. Antologia poezji kobiet 1989-2009 (Staromiejski Dom Kultury, Warszawa 2009) – red. Maria Cyranowicz, Joanna Mueller i Justyna Radczyńska
- Warkoczami. Antologia nowej poezji (Staromiejski Dom Kultury, Warszawa 2016) – red. Joanna Mueller, Sylwia Głuszak i Beata Gula
- Przewodnik po zaminowanym terenie (Ośrodek Postaw Twórczych, Wrocław 2016) – red. Krzysztof Śliwka i Marek Śnieciński[23]
- Zawrót głowy. Antologia polskich wierszy filmowych (EC1, Łódź 2019) – red. Darek Foks
- Europe in poems: The Versopolis Anthology (Art Publications, Todmorden 2020) – red. Patrick McGuiness
- Polsk Poesi (Grästen 2022) – red. Paweł Partyka i Frej Larsen

przekłady:
- Odmiany łapania tchu (Dom Literatury w Łodzi, Łódź 2022) – red. Mark Tardi